# Präfektur Yamaguchi
Yamaguchi (veraltet auch: Jamagutschi; japanisch 山口県 Yamaguchi-ken, englisch Yamaguchi Prefecture ‚Yamaguchi Prefecture‘) ist eine Präfektur Japans. Sie liegt in der Region Chūgoku auf der Insel Honshū. Ihr Verwaltungssitz ist die gleichnamige Stadt (-shi) Yamaguchi.
Die wichtigste Stadt in der Präfektur Yamaguchi ist nicht ihre kleine Hauptstadt, sondern der Industriehafen Shimonoseki, der durch einen Tunnel, eine Brücke und eine Fährverbindung mit der Insel Kyūshū verbunden ist.

## Geschichte
Die Präfektur Yamaguchi entstand 1871 im Zuge der Abschaffung der Han, der Lehen der Feudalzeit, aus den vormaligen Lehen Chōshū bzw. Yamaguchi, Tokuyama, Iwakuni, Chōfu und Kiyosue, die für kurze Zeit in vier Präfekturen (Yamaguchi, Iwakuni, Toyoura, Kiyosue) reorganisiert und dann fusioniert wurden. Die Präfektur umfasst damit das Gebiet der antiken Provinzen Nagato und Suō. Die Präfekturverwaltung wurde in der heutigen Stadt Yamaguchi eingerichtet.
1889 entstanden bei der Modernisierung der Kommunalordnungen in der Präfektur Yamaguchi eine kreisfreie Stadt (Akamagaseki im heutigen Shimonoseki), vier kreisangehörige Städte (Yanaitsu im heutigen Yanai, Yamaguchi, Hagi und Iwakuni) und über 200 Dorfgemeinden.

## Politik
- KPJ: 3
- Kenseikai („Präfekturpolitikversammlung“; mit KDP, DVP): 4
- Ein-Mitglied-Fraktionen (darunter SDP, LDP): 7
- Seiyūkai („Versammlung politischer Freunde“; Unabh.): 2
- Kōmeitō: 5
- LDP: 26

Bei der Gouverneurswahl im Februar 2022 wurde Amtsinhaber Tsugumasa Muraoka mit LDP-Kōmeitō-Unterstützung gegen eine KPJ-SDP-gestützte Herausforderin mit 87 % der Stimmen für eine dritte Amtszeit wiedergewählt. Die Wahlbeteiligung sank gegenüber der Wahl 2018 (36,5 %) auf das neue Rekordtief von 34,91 %.
Im Parlament verteidigte die LDP bei den Wahlen im April 2023 mit 25 von 47 Sitzen ihre absolute Mehrheit.
Yamaguchi ist wie weite Teile der Region Chūgoku ein „Konservatives Königreich“ (Hoshu Ōkuku), eine Hochburg der LDP. Im nationalen Parlament ist Yamaguchi seit 2024 nur noch durch drei direkt gewählte Abgeordnete im Repräsentantenhaus vertreten. In den Senat wählt die Präfektur einen Abgeordneten je Wahl.
Derzeit (Stand: November 2024) besteht die Delegation ins nationale Parlament aus:
- im Repräsentantenhaus
  - für den Wahlkreis 1 im Zentrum mit der Stadt Yamaguchi: Masahiro Kōmura (LDP, 3. Amtszeit), Sohn und Nachfolger von Masahiko Kōmura,
  - für den Wahlkreis 2 im Osten mit der Stadt Iwakuni: Nobuchiyo Kishi (LDP, 2. Amtszeit), Sohn und Nachfolger von Nobuo Kishi,
  - für den Wahlkreis 3 im Westen mit Yamaguchis größter Stadt Shimonoseki: Yoshimasa Hayashi (LDP, 2. Amtszeit, vorher fünf im Senat), Leiter des Kabinettssekretariats im Kabinett Ishiba,
- im Senat
  - bis 2028
    - Kiyoshi Ejima (LDP; 3. Amtszeit), ehemaliger Bürgermeister von Shimonoseki, und

  - bis 2025
    - Tsuneo Kitamura (LDP, 3. Amtszeit, vorher im landesweiten Verhältniswahlwahlkreis), der im Oktober 2021 die Senatsnachwahl für Hayashis Sitz gewann.

Yamaguchi ist die Heimat der Politikerfamilie Kishi-Abe-Satō, im alten Wahlrecht zum Repräsentantenhaus der Nachkriegszeit bis 1996 vertraten Mitglieder des Abe-Zweigs der Familie im SNTV-Viermandatswahlkreis Yamaguchi 1 den westlichen Teil der Präfektur, Satōs und Kishis den Fünfmandatswahlkreis 2 im Ostteil. Ein weiterer Premierminister aus der Präfektur war Tanaka Giichi, dessen Sohn Tatsuo 1947 der erste gewählte Gouverneur von Yamaguchi wurde und später den 1. Wahlkreis repräsentierte.

## Verwaltungsgliederung
Nach der Einteilung der Präfekturen in die heutigen Gemeindeformen 1889 bestand die Präfektur (-ken) Yamaguchi aus einer kreisfreien Stadt (-shi), Akamagaseki-shi, Vorläufer der Stadt Shimonoseki, und 12 Landkreisen (-gun) mit 4 Städten (-machi/-chō) und 224 Dörfern (-mura/-son). Durch Eingliederungen und Fusionen sank die Zahl der Gemeinden von 226 (1920) über 173 (1950) auf 70 im Jahr 1955. Seit 2010 gliedert sich die Präfektur in 13 kreisfreie Städte und 6 Städte. Von den 4 noch bestehenden Landkreisen bestehen drei nur aus je einer Gemeinde. Seit 2005 verfügt die größte Stadt Shimonoseki als „Kernstadt“ (chūkakushi) über ausgeweitete Selbstverwaltung.
Als letztes Dorf der Präfektur wurde Hongō im März 2006 in die Stadt Iwakuni eingegliedert.
In nachfolgender Tabelle sind die Landkreise kursiv dargestellt, darunter jeweils eingerückt die zugehörigen Gemeinden. Die Präfekturzugehörigkeit von Gemeinden oder anderen (hier nicht aufgeführten) Gebietskörperschaften wie Zweckverbänden ist an den ersten beiden Stellen des Gebietskörperschaftscodes (1. Spalte) ersichtlich, Yamaguchi ist auch im ISO-Code [JP-]35; die dritte Stelle ist die Art der Gebietskörperschaft. Die Landkreise sind seit den 1920er Jahren ehemalige Gebietskörperschaften; aber für geographische und statistische Zwecke wurden auch ihnen bei der Einführung des Gebietskörperschaftscodes in der Nachkriegszeit Codes zugewiesen, die rund sind und mit den (historisch kreisangehörigen) Städten und Dörfern als anschließende Nummern gruppiert wurden; Lücken entstanden später durch Gemeindefusionen im späten 2. und frühen 3. Jahrtausend.
| Code  | Name                                                | Name         | Fläche (in km²) | Bevölkerung  | Bevölkerung     | Bevölkerungs- dichte (Ew./km²) |
| Code  | lat.                                                | jap.         | 1. Januar 2023  | 1. März 2021 | 1. Oktober 2015 | Bevölkerungs- dichte (Ew./km²) |
| ----- | --------------------------------------------------- | ------------ | --------------- | ------------ | --------------- | ------------------------------ |
| 35201 | Shimonoseki-shi („(kfr.) Stadt Shimonoseki“)        | 下関市       | 716,18          | 252.844      | 268.517         | 374,97                         |
| 35202 | Ube-shi                                             | 宇部市       | 286,65          | 162.873      | 169.429         | 591,07                         |
| 35203 | Yamaguchi-shi                                       | 山口市       | 1.023,23        | 193.761      | 197.422         | 192,94                         |
| 35204 | Hagi-shi                                            | 萩市         | 698,31          | 44.118       | 49.560          | 70,97                          |
| 35206 | Hōfu-shi                                            | 防府市       | 189,37          | 113.170      | 115.942         | 612,25                         |
| 35207 | Kudamatsu-shi                                       | 下松市       | 89,34           | 56.661       | 55.812          | 624,64                         |
| 35208 | Iwakuni-shi                                         | 岩国市       | 873,67          | 128.401      | 136.757         | 156,52                         |
| 35210 | Hikari-shi                                          | 光市         | 92,13           | 49.013       | 51.369          | 557,57                         |
| 35211 | Nagato-shi                                          | 長門市       | 357,31          | 32.183       | 35.439          | 99,18                          |
| 35212 | Yanai-shi                                           | 柳井市       | 140,05          | 30.461       | 32.945          | 235,24                         |
| 35213 | Mine-shi                                            | 美祢市       | 472,64          | 23.236       | 26.159          | 55,35                          |
| 35215 | Shūnan-shi                                          | 周南市       | 656,29          | 137.899      | 144.842         | 220,70                         |
| 35216 | San’yō-Onoda-shi                                    | 山陽小野田市 | 133,09          | 59.648       | 62.671          | 470,89                         |
| 35300 | Ōshima-gun („Kreis [Suō-]Ōshima/Große [Suō-]Insel“) | 大島郡       | 138,10          |              | 17.199          | 124,55                         |
| 35305 | Suō-Ōshima-chō („Stadt Große Suō-Insel“)            | 周防大島町   | 138,10          | 14.605       | 17.199          | 124,55                         |
| 35320 | Kuga-gun                                            | 玖珂郡       | 10,58           |              | 6285            | 594,05                         |
| 35321 | Waki-chō                                            | 和木町       | 10,58           | 5984         | 6285            | 594,05                         |
| 35340 | Kumage-gun                                          | 熊毛郡       | 119,65          |              | 30.918          | 258,30                         |
| 35341 | Kaminoseki-chō                                      | 上関町       | 34,69           | 2278         | 2803            | 80,80                          |
| 35343 | Tabuse-chō                                          | 田布施町     | 50,42           | 14.515       | 15.317          | 303,79                         |
| 35344 | Hirao-chō                                           | 平生町       | 34,54           | 11.831       | 12.798          | 369,99                         |
| 35500 | Abu-gun                                             | 阿武郡       | 115,95          |              | 3463            | 29,87                          |
| 35502 | Abu-chō                                             | 阿武町       | 115,95          | 3041         | 3463            | 29,87                          |
| –     | Shibu (Zwischensumme -shi)                          | 市部         | 5.728,23        |              | 1.346.864       | 235,13                         |
| –     | Gunbu (Zwischensumme -gun)                          | 郡部         | 384,27          |              | 57.865          | 150,57                         |
| 35000 | Yamaguchi-ken                                       | 山口県       | 6.112,50        | 1.336.522    | 1.404.729       | 229,81                         |

## Größte Orte
| Census-Jahr  | Einwohner | Einwohner | Einwohner | Einwohner |
| Census-Jahr  | 2015      | 2010      | 2005      | 2000      |
| ------------ | --------- | --------- | --------- | --------- |
| Shimonoseki  | 268.517   | 280.947   | 290.693   | 252.389   |
| Yamaguchi    | 197.422   | 196.628   | 191.677   | 140.447   |
| Ube          | 169.429   | 173.772   | 178.955   | 174.416   |
| Shūnan       | 144.842   | 149.487   | 152.387   | ——        |
| Iwakuni      | 136.757   | 143.857   | 103.507   | 105.762   |
| Hofu         | 115.942   | 116.611   | 116.818   | 117.724   |
| San'yō-Onoda | 62.671    | 64.550    | 66.261    | ——        |
| Kudamatsu    | 55.812    | 55.012    | 53.509    | 53.101    |
| Hikari       | 51.369    | 53.004    | 53.971    | 46.422    |
| Hagi         | 49.560    | 53.747    | 57.990    | 46.004    |
| Nagato       | 35.439    | 38.349    | 41.127    | 24.092    |
| Yanai        | 32.945    | 34.730    | 35.927    | 33.597    |
| Mine         | 26.159    | 28.630    | 17.754    | 18.638    |
| Tokuyama     | ——        | ——        | ——        | 104.672   |
| Onoda        | ——        | ——        | ——        | 45.085    |
| Shinnan'yō   | ——        | ——        | ——        | 32.153    |

21. April 2003 – Die Städte Tokuyama und Shinnan'yō sowie zwei weitere Gemeinden fusionieren zur neuen kreisfreien Stadt Shūnan.

22. März 2005 – Die Stadt Onoda und die Gemeinde San'yō-chō fusionieren zur neuen kreisfreien Stadt San'yō-Onoda.

## Bevölkerungsentwicklung der Präfektur
| Census- Jahr | Gesamt- Bevölkerung | männliche Bevölkerung | weibliche Bevölkerung | Geschlechter- verhältnis Männer auf 1000 Frauen | Fläche in km2 | Bevölkerungs- dichte Einw. je km2 |
| ------------ | ------------------- | --------------------- | --------------------- | ----------------------------------------------- | ------------- | --------------------------------- |
| 1920         | 1.041.013           | 521.041               | 519.972               | 1002                                            | 6082,11       | 171,2                             |
| 1925         | 1.094.544           | 552.793               | 541.751               | 1020                                            | 6082,11       | 180,0                             |
| 1930         | 1.135.637           | 571.642               | 563.995               | 1014                                            | 6082,11       | 186,7                             |
| 1935         | 1.190.542           | 598.434               | 592.108               | 1011                                            | 6082,11       | 195,7                             |
| 1940         | 1.294.242           | 658.265               | 635.977               | 1035                                            | 6082,11       | 212,8                             |
| 1945         | 1.356.491           | 638.167               | 718.324               | 888                                             | 6082,11       | 223,0                             |
| 1950         | 1.540.882           | 760.220               | 780.662               | 974                                             | 6098,11       | 252,7                             |
| 1955         | 1.609.839           | 792.546               | 817.293               | 970                                             | 6073,10       | 265,1                             |
| 1960         | 1.602.207           | 780.439               | 821.768               | 950                                             | 6073,10       | 263,8                             |
| 1965         | 1.543.573           | 740.934               | 802.639               | 923                                             | 6079,43       | 253,9                             |
| 1970         | 1.511.448           | 719.147               | 792.301               | 908                                             | 6084,85       | 248,4                             |
| 1975         | 1.555.218           | 743.833               | 811.385               | 917                                             | 6095,45       | 255,1                             |
| 1980         | 1.587.079           | 759.255               | 827.824               | 917                                             | 6101,18       | 260,1                             |
| 1985         | 1.601.627           | 763.803               | 837.824               | 912                                             | 6106,05       | 262,3                             |
| 1990         | 1.572.616           | 744.844               | 827.772               | 900                                             | 6109,09       | 257,4                             |
| 1995         | 1.555.543           | 736.555               | 818.988               | 899                                             | 6110,08       | 254,6                             |
| 2000         | 1.527.964           | 722.683               | 805.281               | 897                                             | 6110,45       | 250,1                             |
| 2005         | 1.492.606           | 703.721               | 788.885               | 892                                             | 6111,91       | 244,2                             |
| 2010         | 1.451.338           | 684.176               | 767.162               | 892                                             | 6113,95       | 237,4                             |
| 2015         | 1.404.729           | 665.008               | 739.721               | 899                                             | 6112,30       | 229,8                             |

## Wirtschaft
Seit den 1910er Jahren haben sich viele Hersteller von Chemikalien, Maschinen, Metallen usw. an der Küste des Seto-Binnenmeeres niedergelassen und Yamaguchi wirtschaftlich zu einer der führenden Präfekturen Japans gemacht. Das Bruttoinlandsprodukt der Industrie in der Präfektur Yamaguchi liegt 10 % über dem Landesdurchschnitt, und rund um die Küstenregion gibt es eine Ansammlung von Herstellern, die in den Bereichen Chemie und Maschinenbau führend sind, viele davon auf dem Weltmarkt erfolgreich. Der Wert der hergestellten Produkte pro Unternehmen ist der höchste in Japan.
Aus der Präfektur Yamaguchi kommt die Hagi-Keramik, die sich durch eine helle Craqueleglasur mit einem oft rötlichen Farbbild auszeichnet. Typisch für Hagi-Keramik ist eine eingeschnittene Kerbe am Sockel. Es werden hauptsächlich Teeschalen und Teekannen angeboten.